# ケネウィック人
ケネウィック人（ケネウィックじん、英:Kennewick man）は、アメリカ合衆国ワシントン州で発見された古人骨である。

## 発見

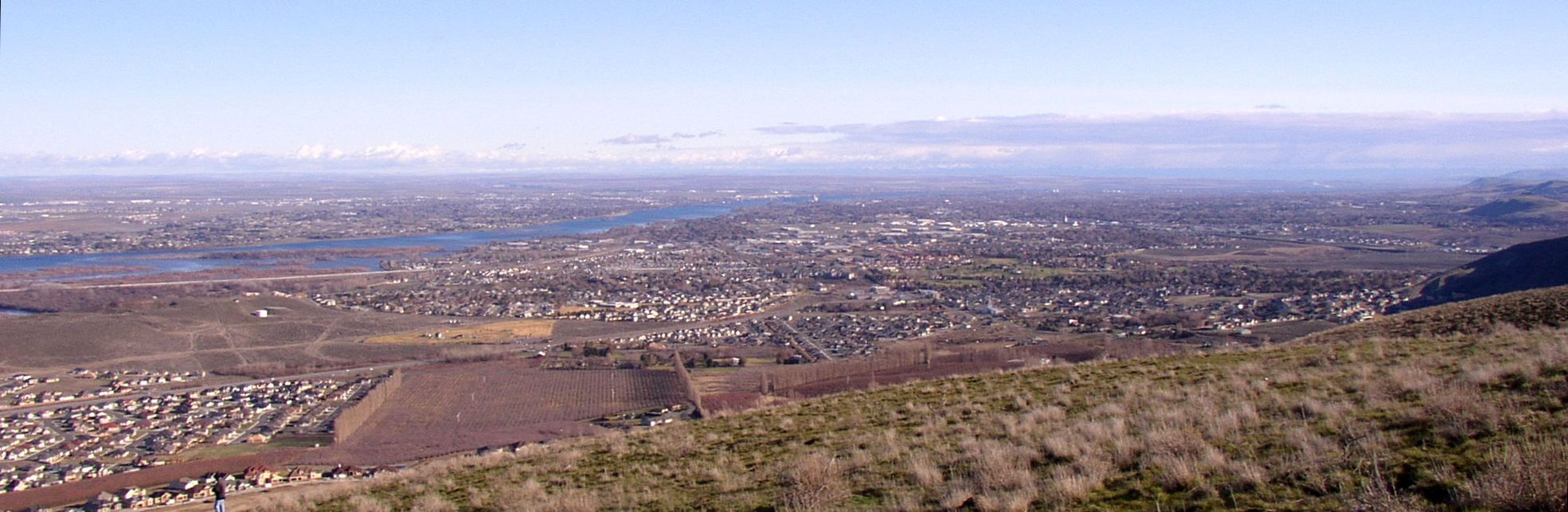
ケネウィックのコロンビア川畔

1996年7月28日、コロンビア川の河畔で大学の競漕を観戦していた若者が人骨を発見し、警察に通報した。検死の結果、先史時代の人骨とされ研究機関に送られた。
そこで9300年前の人骨であり、なおかつ現在知られるネイティブ・アメリカンに属さないという説（復元した顔が俳優パトリック・スチュワートとそっくりだった）が発表されると、地元の先住民部族であるユマティラ族の代表が訴訟（研究を中止し埋葬する）を起こした。ネイティブ・アメリカンの文化を尊重し、開拓時代以前の人骨は彼らの流儀で埋葬しなければならない法律があったためである。調査を請け負っていたチャターズ博士は遺骨を安全に搬送するよう州軍に依頼するが、事なかれ主義の州軍は骨の引渡しを拒否し、発掘現場周辺を土砂で埋め立ててしまった。しかし、裁判所は原告の主張を退け、研究の続行を許可した。

## ケネウィック人の特徴
河岸のため人骨は散乱してしまったが、粘り強い発掘調査によりほぼ全身の骨が回収された。中でも頭蓋骨はほぼ完全であった。死亡年齢は50代半ば、骨盤には石がめり込んでおり、その後も数年以上生存していた形跡が確認されている。その石は割合に新鮮な火成岩である。身長はおよそ175cmで筋肉質と推定された。

## 論争
ケネウィック人がどの人類集団に属した個体であるかは結論を得ない状況が続き、ヨーロッパ人であるとの説が長らく有力であったが、ニューメキシコ大学(UNM)のジョセフ・パウエル教授（人類学）は、アイヌ民族とのより有意なる類似性を指摘し、これを研究上の結論としていたが疑問も多く、後年のDNA調査により前述の二つの説は完全に否定されることとなる。
最近のDNA調査により、Y染色体はQ系統でミトコンドリアDNAはX系統と判明し、典型的なアメリカ大陸先住民であったことがあきらかにされた。2015年には、ケネウィック人が北米先住民のDNAを持っており、他のどの民族よりももっとも北米先住民に近いとする論文が『Nature』誌に発表された。